# Julius Bredenbeck
Julius Bredenbeck (* 13. Juli 1907 in Kiel; † 13. Oktober 1990) war ein deutscher Politiker der SPD.

## Leben und Beruf
Julius Bredenbeck – Sohn eines Kieler Handwerkers – hatte drei Brüder, die im Zweiten Weltkrieg ihr Leben verloren. Er war verheiratet, und der Ehe entstammten zwei Söhne und eine Tochter.
Nach dem Besuch der Volksschule absolvierte Bredenbeck eine Lehre zum Dreher. Durch Kurse an der Volkshochschule und der technischen Abendschule bildete er sich fort und wurde so über Stationen als Betriebsleiter und Oberingenieur schließlich 1946 Direktor der Bergbauingenieurschule in Eisleben.
Seit 1923 war er Mitglied des Deutschen Metallarbeiter-Verbandes. Nachdem er zunächst in Magdeburg tätig gewesen war, arbeitete er zeitweise im Sudetenland, aus dem er 1945 in die SBZ ausgewiesen wurde. Nach Wiedergründung der Gewerkschaften 1945 gehörte er der IG Metall an. 1948 wurde er wegen antisowjetischer Hetze zu 25 Jahren Zuchthaus verurteilt und saß einen Teil der Strafe in den Haftanstalten in Bautzen, Waldheim und Torgau ab. Er kam aber 1954 frei und wurde aus der DDR in die Bundesrepublik Deutschland abgeschoben, wo er in seine Geburtsstadt Kiel zurückkehrte. Dort wurde er hauptamtlich für die IG Metall tätig und auch Aufsichtsratsvorsitzender der Gemeinnützigen Heimstättengenossenschaft Kiel-Ost, die er auch beim Verband Norddeutscher Wohnungsunternehmen e.V. vertrat.

## Partei
Bredenbeck engagierte sich seit 1922 in der sozialistischen Jugendbewegung. 1927 trat er auch der SPD bei, in der er sich als Lassalleaner sah. Danker und Lehmann-Himmel charakterisieren ihn in ihrer Studie über das Verhalten und die Einstellungen der Schleswig-Holsteinischen Landtagsabgeordneten und Regierungsmitglieder der Nachkriegszeit in der NS-Zeit als Protagonisten der Arbeiterbewegung und daher als „oppositionell-gemeinschaftsfremd“.

## Abgeordneter
Bredenbeck war von 1958 bis zum 30. April 1962 Landtagsabgeordneter in Schleswig-Holstein. Er vertrat den Wahlkreis Kiel-Ost im Parlament. Bredenbeck war stellvertretender Vorsitzender des Untersuchungsausschusses „Prof. Heyde / Dr. Sawade II“. Der Landtag wählte ihn zum stellvertretenden Mitglied der neunten Bundesversammlung, die am 23. Mai 1989 Richard von Weizsäcker als Bundespräsident wiederwählte.

## Öffentliche Ämter
1945 wurde Bredenbeck von der sowjetischen Besatzungsmacht für einige Monate zum Bürgermeister von Hirschfeld (Sachsen) ernannt.